# Толепбай, Ерболат Тогысбайулы
Ерболат Тогысбайулы Толепбай (каз. Ерболат Тоғысбайұлы Төлепбай; род. 2 октября 1955, Каскасу, Южно-Казахстанская область) — советский и казахский художник, Заслуженный деятель искусств Казахской ССР (1990). Лауреат Государственной премии Казахстана (2004). Академик Российской академии художеств, Академии художеств Чехии и Кыргызстана.

## Биография
Родился в Казахской ССР в 1955 году. Происходит из рода жаныс племени дулат В 1977 году окончил художественно-графический факультет Казахского педагогического института имени Абая (сейчас Казахский национальный педагогический университет имени Абая).
С 1974 года — постоянный участник республиканских, всесоюзных, международных художественных выставок. Участвовал в выставках в 35 странах мира, в том числе в России, Франции, Италии, Германии, Индии, Китае, Египте, Филиппинах и других странах.

## Творчество
Ерболат Толепбай — один из наиболее крупных современных художников Казахстана. В своих произведениях художник совмещает европейскую и азиатскую манеру исполнения с сохранением национального казахского колорита, работы Ерболата Толепбая не просто отличаются яркостью и глубиной красок — они дают представление о разных этапах истории и духовном развитии казахского народа.
Работы художника находятся в Государственной Третьяковской галерее, музеях Российской Федерации, Государственном музее искусств РК им. А.Кастеева (Алма-Ата), областных музеях Республики Казахстан, дирекции художественных выставок Министерства культуры Казахстана, частных коллекциях Казахстана, СНГ, Европы, Америки и Азии.

## Награды и звания
- Орден Парасат (2011)[3]
- Республиканская премия Комсомола Казахстана (1987)
- Государственная премия Республики Казахстан (2004) за творческие работы 1999—2003 годов
- Заслуженный деятель искусств Казахской ССР (1990)
- Медаль «За трудовое отличие» (Казахстан)
- Высшая Награда EUROUNION (Бельгия, 2002)
- Премия Международного Альянса им. Сальвадора Дали за особые достижения в живописи, Мадрид-Прага, 2002
- Серебряная медаль им. Масарика за личный вклад в развитие и укрепление культурных связей между Казахстаном и Чехией (Чехия, 2002)
- Член Академии художеств им. Масарика (Прага, Чехия, 2002)
- Высшая премия «Платиновый Тарлан» в номинации «Изобразительное искусство», Казахстан, 2001
- Высшая награда — медаль «Достойному» за вклад в живопись (Казахстан, 2001)
- Почётный член Российской академии художеств (2001)
- Действительный член Академии художеств Киргизии (1998)
- бронзовая медаль на Всемирном Биеннале художников в Каире, (Египет, 1998)
- Сертификат ООН, посвященный 50-летию ООН (1995).